# Plonéis
Plonéis (tiếng Breton: Ploneiz) là một xã của tỉnh Finistère, thuộc vùng Bretagne, miền tây bắc Pháp.

## Dân số
Người dân ở Plonéis được gọi là Plonéisiens.